# Partit Nacional Bolxevic
El Partit Nacional Bolxevic (en rus: Национал-большевистская партия), és un partit polític rus fundat el 1993 per Eduard Limónov sota el nom de Front Nacional bolxevic, d'ideologia nacional-bolxevic, també conegut com a nazbol (contracció de nacional i bolxevic ). És un intent d'incorporar la ideologia bolxevic al nacionalisme rus. El partit va ser il·legalitzat el juny de 2005 per la Cort Suprema de Rússia a causa dels seus actes vandàlics, legalitzat dos mesos després i il·legalitzat novament el 19 d'abril de 2007.

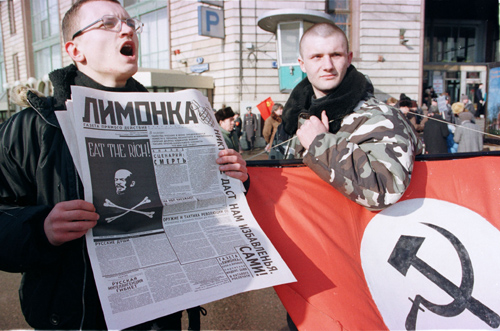
Membres del Partit Nacional Bolxevic en una manifestació a Moscou.

Entre els seus postulats suposadament hi havia la creació de la reconstrucció del potencial tradicional rus i fer ressorgir la Unió Soviètica, tot i que introduint-hi matisos ultranacionalistes i conservadors.
Després d'un assalt al Ministeri de Finances, el partit va ser il·legalitzat per la Cort Suprema de Rússia.
Malgrat el seu caràcter clandestí i la seva conducta violenta, els seus militants van aconseguir presentar-se a les eleccions legislatives de Rússia de 2007 dins la coalició L'Altra Rússia, liderada per Garri Kaspàrov, tot i que no va obtenir representació parlamentària.

## Desenvolupament
El partit ha estat presidit per Eduard Limónov des de la seva fundació el 1992 com a “Front Nacional Bolxevic”, format per l'amalgama de sis grups menors. Aleksandr Dugin va ser-ne un dels membres inicials i va tenir un paper determinant en convèncer Limónov d'entrar en l'àmbit polític. El partit va atreure l'atenció pública per primera vegada quan, el 1992, dos dels seus membres van ser detinguts per posseir granades, tot i que en Limónov assegurava que va ser un muntatge. L'incident va ser aprofitat per donar publicitat a una campanya de boicot contra els béns occidentals que l'FNB duia a terme.
El setembre de 1992, l'FNB va formar, juntament amb altres grups el Front de Salvació Nacional, amb el suport del feixista belga Jean-François Thiriart. El 1994, després d'un atac militar a la Primera Guerra Txetxena, Limónov es va posicionar a favor de l'atac i va ser molt criticat per altres membres del Front de Salvació Nacional, i després d'aixó l'FNB va abandonar el Front de Salvació Nacional.